# シブシソ・ンコシ
シブシソ・ンコシ（Sbu Nkosi、1996年1月21日 - ）は、南アフリカ共和国のラグビーユニオン選手。

## プロフィール
- 南アフリカ共和国・バーバトン出身。
- ポジションはウィング(WTB)。
- U20南アフリカ代表に選ばれたことがある[1]。
- 南アフリカ共和国代表としてワールドカップ2019に出場した[2]。
- 2018年から2021年まで、南アフリカ共和国代表として16回のテストマッチに出場し、9回のトライを記録した[3]。

## 略歴
高校卒業後、2015年にシャークスU19チームで11試合に出場。
2016年、ワールドラグビーU20チャンピオンシップでU20代表で3試合出場。
2016年にシャークスに入団。カリーカップのシャークスでは8トライを挙げた。
2018年、南アフリカ共和国代表としてイングランド代表戦に出場し、初キャップを得る。
2019年、ワールドカップ2019（日本大会）の南アフリカ共和国代表に選出された。プール戦のナミビア代表戦、カナダ代表戦、準決勝イタリア代表戦 の3試合に出場した。
2022年にブルズに加入。精神疾患が原因で同年12月から連絡なしで3週間休み、行方不明として警察に届けられる事態となり、発見された後に退団した。
2024年3月、1年契約でチーターズに入団。
2024年5月に受けたドーピング検査により、アナボリックステロイドの陽性反応が出たため、ワールドラグビーから3年間（2027年7月15日まで）の出場停止処分を受けたことを、チーターズが2024年9月9日に発表した。南アフリカ共和国代表経験選手でドーピング違反による出場停止は2人目。